# Bushveldt Carbineers

Breaker Morant

Die Bushveldt Carbineers (BVC) (deutsch: Bushveldt-Karabiniers) waren ein zwei Jahre lang bestehendes multinationales berittenes Regiment der British Army, das in Südafrika während des Burenkriegs eingesetzt war. Die BVC gelten als die erste moderne Spezialeinheit, die die Taktik der Aufstandsbekämpfung anwandte. 
Das 320 Mann starke Regiment wurde im Februar 1901 aufgebaut und von dem australischen Oberst Robert Lenehan kommandiert. Es war im damaligen Pietersburg (heute Polokwane) stationiert, rund 290 Kilometer nördlich von Pretoria, und wurde in der Region Spelonken im Norden von Transvaal von 1901 bis 1902 eingesetzt. Über 40 Prozent der Männer waren Australier. Zu dem Regiment gehörten 40 Buren, die sich ergeben hatten und aus den Gefangenenlagern rekrutiert worden waren.
Die Einheit wurde durch Leutnant Harry „Breaker“ Morant und Leutnant Peter Handcock bekannt, die vor ein Kriegsgericht gestellt und zum Tode durch Erschießen verurteilt wurden. Beide wurden am 27. Februar 1902 durch die Cameron Highlanders erschossen, da sie Kriegsgefangene hingerichtet hatten. Harry „Breaker“ Morant hatte zuvor eine Erklärung abgegeben, dass die BVC den Befehl erhalten hatten, keine Kriegsgefangenen zu machen.
Leutnant George Witton, der ebenso zum Tode verurteilt worden war, wurde nach einem Gefängnisaufenthalt von 28 Monaten in Großbritannien entlassen und ging nach Lancefield nach Australien zurück, wo er ein Buch über die Vorgänge verfasste. Seine Publikationen von 1907 wurde durch ein Feuer zerstört, bis auf wenige Exemplare. 1982 legte der australische Verlag Angus and Robertson das Buch erneut auf und nach dem Erfolg dieses Buches wurde der Film Breaker Morant von Bruce Beresford gedreht.